# Трос (коммуна)
Трос (фр. Trausse) — коммуна во Франции, находится в регионе Лангедок — Руссильон. Департамент коммуны — Од. Входит в состав кантона Пейрьяк-Минервуа. Округ коммуны — Каркасон.
Код INSEE коммуны — 11396.

## Население
Население коммуны на 2008 год составляло 511 человек.
| 1962 | 1968 | 1975 | 1982 | 1990 | 1999 | 2008 |
| ---- | ---- | ---- | ---- | ---- | ---- | ---- |
| 491  | 493  | 440  | 433  | 431  | 446  | 511  |

## Экономика
В 2007 году среди 302 человек в трудоспособном возрасте (15—64 лет) 161 были экономически активными, 141 — неактивными (показатель активности — 53,3 %, в 1999 году было 58,3 %). Из 161 активных работали 137 человек (81 мужчина и 56 женщин), безработных было 24 (11 мужчин и 13 женщин). Среди 141 неактивных 24 человека были учениками или студентами, 65 — пенсионерами, 52 были неактивными по другим причинам.